# Guaracava-grande
Elénia-grande ou guaracava-grande (Elaenia spectabilis) é uma espécie de ave da família Tyrannidae.
Pode ser encontrada nos seguintes países: Argentina, Bolívia, Brasil, Colômbia, Equador, Paraguai, Peru e Uruguai.
Os seus habitats naturais são: florestas subtropicais ou tropicais húmidas de baixa altitude e florestas secundárias altamente degradadas.